# Henry Thomas Buckle

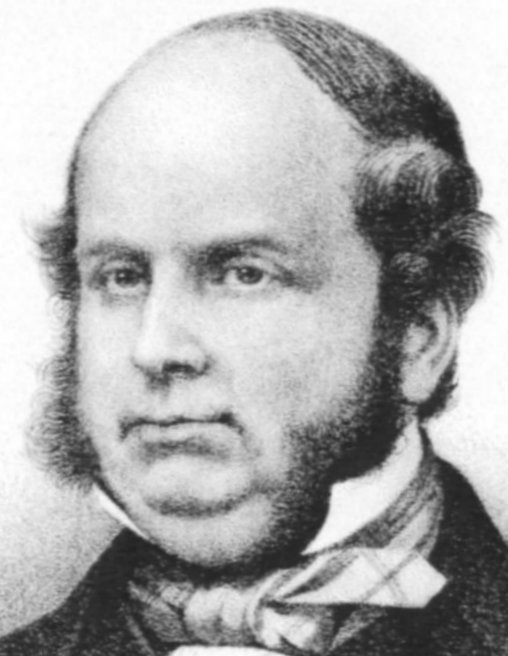
Henry Thomas Buckle

Henry Thomas Buckle, född 24 november 1821 i Lee, London, död 29 maj 1862 i Damaskus, var en brittisk historiker.
Buckles skolgång var synnerligen bristfällig, men genom självstudier och vidsträckta resor förvärvade han sig omfattande kunskaper. I sitt mest kända verk, History of Civilization in England (1857-61, svensk översättning 1871-72), försökte Buckle skildra kulturhistorien utifrån ett naturvetenskapligt betraktelsesätt. Buckle betraktas som en viktig gestalt inom den positivistiska rörelsen inom historisk vetenskap.